# ウィリアム・ローズ (脚本家)

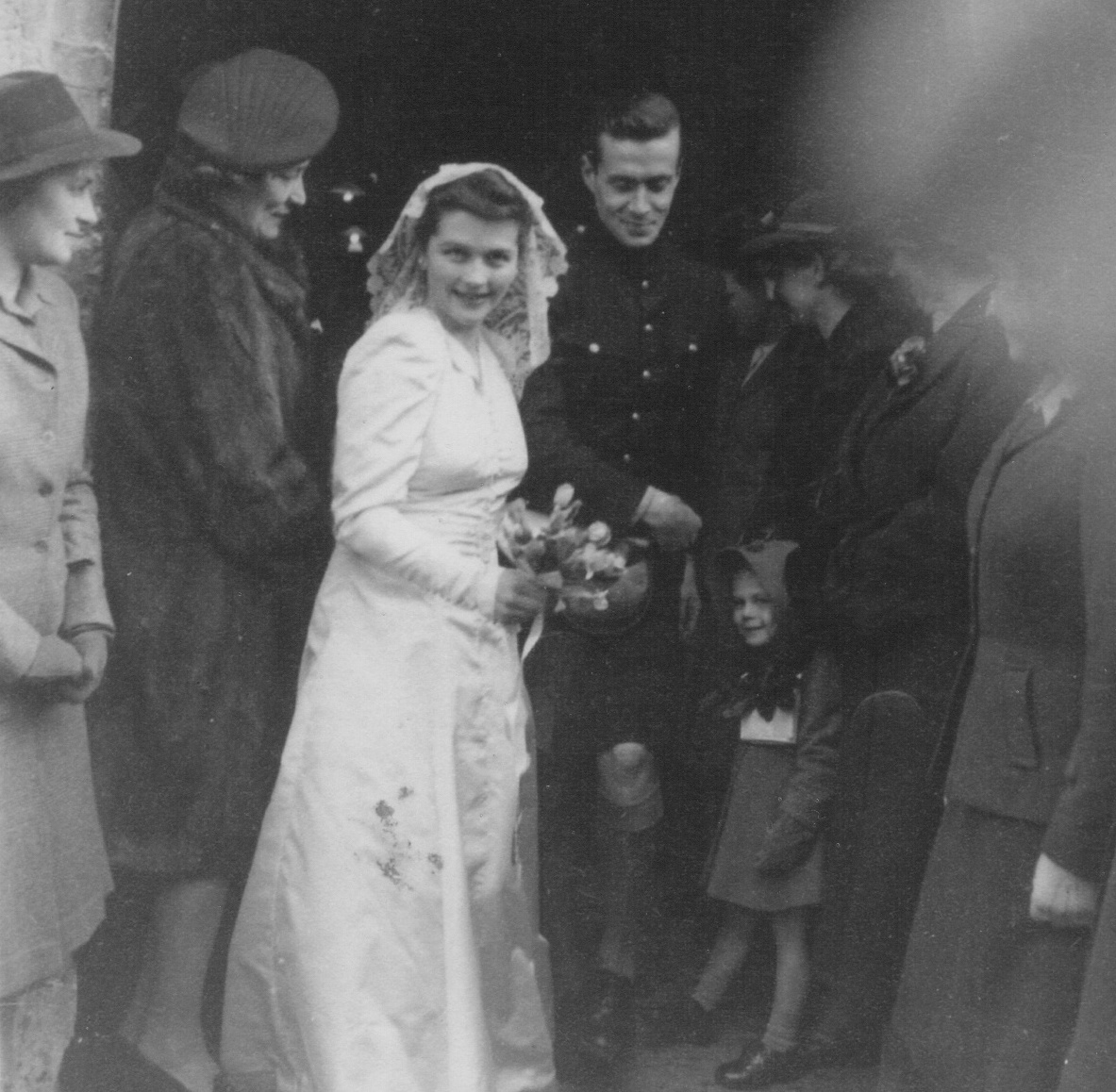
ウィリアム・ローズとTania Roseの1943年の結婚式

ウィリアム・ローズ（William Rose、1918年8月31日 – 1987年2月10日）は、アメリカの脚本家。イギリスとハリウッドの映画の脚本を行った。

## 経歴
ミズーリ州ジェファーソンシティ出身。1939年に第二次世界大戦勃発後はカナダへ行き、ブラックウォッチとの戦いに志願した。スコットランドとヨーロッパに駐留した後、終戦直後にイギリスに戻り、脚本家として働いた。イギリスの女性Tania Roseと結婚し、後に2人で仕事をしている。
2つの異なる文化に適応することができ、『おかしなおかしな自動車競争』（1953年）などのコメディ作品でイギリスで成功を収めた。アメリカ生まれの監督アレクサンダー・マッケンドリックとともにThe Maggie（1954年）や、『マダムと泥棒』（1955年）を製作した。ハリウッドにも脚本を提供し、そのうちのいくつかがアカデミー賞にノミネートされ、『招かれざる客』（1967年）でアカデミー脚本賞を受賞した。『アメリカ上陸作戦』で全米脚本家組合のBest Written American Comedy賞を受賞した。
1973年、生涯の功績が全米脚本家組合が認定され、Laurel Award for Screenwriting Achievementが表彰された。1970年代にはキャサリン・ヘプバーンと短期間関係を持っていた。
1987年にチャンネル諸島、ジャージーで死去した。ジャージーのSt. Clement Parish Churchの墓地に埋葬されている。Taniaは2015年に95歳で死去した。

## 脚本賞
| 年   | 賞                     | 部門                                          | 映画                                                      | 結果       |
| ---- | ---------------------- | --------------------------------------------- | --------------------------------------------------------- | ---------- |
| 1954 | アカデミー賞           | 脚本賞                                        | 『おかしなおかしな自動車競争』                            | ノミネート |
| 1956 | アカデミー賞           | 脚本賞                                        | 『マダムと泥棒』                                          | ノミネート |
| 1966 | アカデミー賞           | 脚色賞                                        | 『アメリカ上陸作戦』                                      | ノミネート |
| 1967 | アカデミー賞           | 脚本賞                                        | 『招かれざる客』                                          | 受賞       |
| 1954 | 英国アカデミー賞       | Best British Screenplay                       | en:The Maggie                                             | ノミネート |
| 1955 | 英国アカデミー賞       | Best British Screenplay                       | 『マダムと泥棒』                                          | 受賞       |
| 1955 | 英国アカデミー賞       | Best British Screenplay                       | Touch and Go                                              | ノミネート |
| 1957 | 英国アカデミー賞       | Best British Screenplay                       | en:The Man in the Sky (Shared with John Eldridge)         | ノミネート |
| 1957 | 英国アカデミー賞       | Best British Screenplay                       | en:The Smallest Show on Earth (Shared with John Eldridge) | ノミネート |
| 1968 | 英国アカデミー賞       | 脚本賞                                        | 『招かれざる客』                                          | ノミネート |
| 1964 | Edgar Allan Poe Awards | Best Motion Picture Screenplay                | 『おかしなおかしなおかしな世界』 (Shared with Tania Rose) | ノミネート |
| 1966 | ゴールデングローブ賞   | 脚本賞                                        | 『アメリカ上陸作戦』                                      | ノミネート |
| 1967 | ゴールデングローブ賞   | 脚本賞                                        | 『招かれざる客』                                          | ノミネート |
| 1967 | 全米脚本家組合賞       | Best Written American Comedy                  | 『アメリカ上陸作戦』                                      | 受賞       |
| 1968 | 全米脚本家組合賞       | Best Written American Comedy                  | en:The Flim-Flam Man                                      | ノミネート |
| 1968 | 全米脚本家組合賞       | Best Written American Drama                   | 『招かれざる客』                                          | ノミネート |
| 1968 | 全米脚本家組合賞       | Best Written American Original Screenplay     | 『招かれざる客』                                          | ノミネート |
| 1972 | 全米脚本家組合賞       | en:Laurel Award for Screenwriting Achievement | N/A                                                       | Honored    |